# Pío Pico
Pío de Jesús Pico (Misión de San Gabriel Arcángel, 5 maggio 1801 – Los Angeles, 11 settembre 1894) è stato un politico statunitense.
Fu l'ultimo governatore dell'Alta California (oggi California) sotto il dominio messicano.

## Biografia
Pico, californio di terza generazione, nacque presso la missione di San Gabriele Arcangelo (Mission San Gabriel Arcángel) da José María Pico e da María Eustaquia Gutiérrez.
Si trasferì a San Diego nel 1819 e sposo María Ignacia Alvarado il 24 febbraio 1834.
Divenne due volte governatore della Alta California prima nel 1832 succedendo a Manuel Victoria poi dal 1845 al 1846 succedendo a Manuel Micheltorena.
Anche suo fratello minore Andrés Pico (1810 - 1876) fu governatore della Alta California nel 1847. Due sue sorelle, Estefana e Jacinta, sposarono il comandante ed Alcalde di Los Angeles, José Antonio Carrillo.
Pico Boulevard, una importante arteria di Los Angeles, prende dal governatore Pico il suo nome.
Pico muore nel 1894 e viene sepolto nel cimitero di El Campo Santo di Industry, California.

## Altre letture
- Carlos Manuel Salomon. Pio Pico: The Last Governor of Mexican California (University of Oklahoma Press; 2010) 256 pages; ISBN 978-0-8061-4090-2